# 湯姆·帕爾默
湯姆·帕爾默（英語：Tom Palmer；1979年3月27日—）是一位英格蘭橄欖球運動員。他是英格蘭國家橄欖球隊的一員，代表英格蘭參加了2011年世界盃橄欖球賽。